# Малиолио
Малиолио (англ. Maliolio) — река в регионах Гагаифомауга и Гагаэмауга, Самоа. Расположена на острове Савайи. Берёт начало в центральной части острова и берёт курс на северо-восток, после чего поворачивает на восток. Впадает в Тихий океан на северо-восточном побережье острова. Начиная от истока протекает через деревни Патамеа и Самаеулу. Берега реки заросли лесом, в некоторых местах у берега реки расположены фермерские хозяйства и плантации.